# Popolocas
Los popolocas son un grupo étnico de México que habitan en el valle de Tehuacán, la Meseta Poblana, Tepeaca, Acatlán de Osorio y una parte de la Mixteca oaxaqueña; también las regiones Tepexi-Tecamachalco. El término "popoloca" no debe ser confundido con el término "popoluca" de origen similar pero usado para denotar a pueblos y lenguas no relacionados con los popolocas.

## Historia
El gentilicio popoloca fue aplicado por los mexicas a todos aquellos grupos que no hablaban alguna de las lenguas del tronco nahua, más o menos inteligibles entre sí. Por lo tanto, el término tenía la connotación de extraño o extranjero y, a la vez, un sentido peyorativo de“tartamudo” y “poco inteligente”. 
Antiguamente se les idetenfíficaba con los chochos, nombrándolos chochopopolocas, cosa que se desprende entre otros factores, por la manera en la que ambos grupos étnicos se autonombraban; ngiwa o ngiba. Pero tanto lingüísticamente como culturalmente se trata de grupos diferentes(Veerman-Liechsenrig 1995:247).
Esta generalización no ha permitido definir con claridad los antecedentes históricos de este grupo que hoy en día se conoce como popoloca, por lo que los datos que se tienen se refieren más al área geográfica por ellos habitada que al grupo en sí. 
En general se cree que la región de Tehuacán estuvo habitada desde tiempos inmemoriales por gente de procedencia Olmeca (otro nombre de carácter genérico). Basándose en datos arqueológicos se han establecido una serie de fases para la región de Tehuacán. 
La invasión de la región por parte de los Mexicas que se inició durante el reinado de Itzcóatl, ocasiona el ocaso del poderío popoloca. Moctezuma Ilhuicamina conquista Tlacotepec y Tzinacatepec; Ahuízotl hace lo propio de los señoríos de Acatepec y Caltepec y Moctezuma Xocoyotzin somete finalmente a toda la región al vencer a los de Tehuacán y Tepexi el Viejo. Tan solo el Señorío de Cuthá, gobernado por Xopanatl conserva su independencia. 
Los mexicas impusieron a los popolocas fuertes tributos consistentes en cargas de cal, huipiles, mantas teñidas en azul y negro, cueros de venado y cañas de otata, que servían de astas para las lanzas. 
Con el auxilio de algunos de los gobernantes popolocas a los cuales permitieron conservar sus privilegios y un relativo poder, los españoles se adueñaron fácilmente de la región. La evangelización estuvo a cargo de los franciscanos, quienes en 1529 construyeron un convento en Tepeyacac y, alrededor de 1540 los de Tecamachalco, Quecholac y Tecali, los cuales sirvieron para iniciar la metódica catequización de los popolocas retardada por la dificultad de la lengua. 
Durante la época de la Independencia, los popolocas fueron objeto de una despiadada explotación por parte de encomenderos y caciques locales y de la usurpación de sus terrenos comunales, cuya posesión no ha sido reconocida legalmente sino hasta la fecha reciente, habiéndose dotado además a algunas comunidades de terrenos ejidales.

## Ubicación y Medio Ambiente
En la actualidad la población popoloca comprende tres fracciones sin continuidad geográfica. 
Cada una de estas tres zonas tiene sus características propias.
- Una situada al noreste de Tehuacán que abarca parte de los municipios de 
  - Tlacotepec de Benito Juárez y
  - Tepanco de López;
- otra, al sur del propio lugar, incluye los municipios de 
  - San Gabriel Chilac y
  - Zapotitlán Salinas y
- la última al norte de Acatlán de Osorio y al oeste de Tehuacán, constituida por los municipios de 
  - Tepexi de Rodríguez,
  - San Juan Ixcaquixtla,
  - Santa Inés Ahuatempan y
  - San Vicente Coyotepec.

Así, la primera se localiza en el llamado Valle de Tehuacán, de tierras fértiles, aun cuando las comunidades popolocas se ubican en partes montañosas a 2000 o más metros sobre el nivel del mar, con escasas tierras cultivables. 
El clima es templado en verano y frío en invierno. La fauna es pobre, consistente en mamíferos menores y reptiles. Existen algunos reducidos bosques de pináceas, sin posibilidades de explotación forestal y frutales como la manzana, la pera y el durazno. 
La segunda se encuentra en la zona montañosa semidesértica, prolongación de la mixteca oaxaqueña, de clima contrastante y vegetación de xerófitas. La fauna es igualmente escasa, similar a la anterior. En esta zona se encuentran minas de ónix y mármol. La principal vía de comunicación es la carretera pavimentada Tehuacán-Huajuapan de León, Oaxaca, que comunica a la cabecera municipal de Zapotitlán Salinas, de la cual parte un camino de terracería a los Reyes Metzontla. 
La tercera zona pertenece geográficamente a la Mixteca Alta Septentrional, por lo cual su clima es también desértico extremoso, con la vegetación correspondiente. Los suelos están en un acelerado proceso de erosión, por lo que los terrenos cultivables escasean y la fauna es prácticamente inexistente. Los caminos principales son el pavimentado que va de Tepexi de Rodríguez a San Juan Ixcaquixtla y el de terracería que partiendo del primer lugar mencionado conduce a Acatlán de Osorio. 
Los datos relativos a la población popoloca son poco confiables. En las publicaciones del IX Censo de Población 1970 no aparece la cantidad de hablantes popolocas dado lo reducido de su número. Sin embargo, Meyer y Masferrer, basados en dicho censo consignan la existencia de 2500 hablantes de chocho-popoloca, mayores de 5 años de edad, considerando a estos dos grupos étnicos como uno solo. Algunos autores calculan su número de acuerdo a estimaciones de campo en 8 mil personas. 
El Centro Coordinador Indigenista Nahua-Popoloca de Tehuacán, dependiente de la Comisión para el Desarrollo de los Pueblos Indígenas (CDI), en una investigación realizada, consideró una población aproximada de 10 mil popolocas para los municipios de Tlacotepec de Benito Juárez, Tepanco de López, Zapotitlán Salinas y San Gabriel Chilac (ordenados conforme a su importancia numérica) y de cerca de 2 mil para los municipios de Tepexi de Rodríguez, Santa Inés Ahuatempan, Coyotepec y San Juan Ixcaquixtla, o sea, la tercera zona cercana a Acatlán. En su mayoría los popolocas son bilingües, hablando exclusivamente la lengua indígena materna los más ancianos.

## Cultura y organización social

### Idioma
La lengua que hablan en las comunidades popolocas son el idioma español y las diversas variantes del idioma popoloca.

### Indumentaria
La indumentaria general en el hombre era el calzón de manta blanca, sostenido por una faja de algodón tejido, camisa de igual material, adornada con figuras bordadas con hilo rojo, sombrero de palma, sandalias o huaraches del tipo llamado “pata de gallo”. 
La mujer utilizaba una falda hecha de una larga pieza de manta enrollada con una faja como cinturón, una blusa corta con mangas igualmente cortas y escote cuadrado, adornada con bordados hechos de hilo color rojo y rebozo.

### Económicamente
Predomina el sistema privado de tenencia de la tierra, coexistiendo con el ejidal y el comunal. Empero, esta última se usufructúa de hecho como propiedad privada, ya que la parcela se considera como perteneciente a una determinada persona, la cual puede legarla a sus hijos

### Vivienda
La casa tradicional en las zonas semidesérticas es rectangular y se construye totalmente con materiales de la región, en un solar cercado por un muro de tepetate de poca altura. Las paredes están hechas de troncos de guaje, arbusto leguminoso o de quiote (tallo del maguey) unidos con mecates de palma. El techo de cuatro aguas es de maguey, quedando en el vértice la denominada “oreja popoloca” que es una especie de orificio orientado en la dirección del viento predominante que corre a todo lo largo de la casa y permite la ventilación. Tiene puerta al frente y una pequeña ventana. El piso es de tierra. 
La casa consta generalmente de un solo cuarto que sirve a la vez de recámara, comedor y cocina, aun cuando puede tener divisiones interiores de materiales ligeros. El mobiliario se compone normalmente de camas de otate o petates, bancos o sillas de madera, una pequeña mesa de madera, cajas de cartón o madera en las se guardan diversos objetos. En la mitad destinada a la cocina se encuentra el fogón y a su alrededor utensilios tales como el metate de tres patas, ollas, cántaros, cómales y cacerolas de aluminio que, al igual que ciertas prendas de vestir, cuelgan de estacas de otate incrustadas en las paredes. 
También es frecuente, sobre todo, en el centro de los poblados semiurbanizados, las casas de piedra hechas con grandes bloques de tepetate, las cuales tienen techo de teja o palma. Sin embargo, el cuarto o los cuartos de la casa de piedra muchas veces sirven tan sólo como granero o para recibir huéspedes, viviéndose en la casa tradicional construida en la parte posterior.

### Economía
Los datos que se consignan a este respecto corresponden a la zona de Tepexi de Rodríguez, debido a la carencia de información sobre las otras dos, aunque es posible que puedan ser válidos en cierta medida, con relación a las mismas, particularmente en el caso de los Reyes Metzontla, también semidesértica. 
Predomina el sistema privado de tenencia de la tierra, coexistiendo con el ejidal y el comunal. Empero, esta última se usufructúa de hecho como propiedad privada, ya que la parcela se considera como perteneciente a una determinada persona, la cual puede legarla a sus hijos. El problema actual es que en casos de necesidad pueden venderse, lo cual ha propiciado la concentración de la tierra en unas pocas manos a la vez que aumenta el ya de por sí alto número de personas carentes de tierras. 
La agricultura representa la actividad económica fundamental en cuanto constituye la base de la subsistencia, pero no basta para asegurarla, porque es deficitaria. Así, el maíz, el principal cultivo, no se produce en cantidad suficiente y, es preciso adquirirlo con los comerciantes de los pueblos vecinos en la época de escasez. Esto, se debe a lo reducido de la parcela (una hectárea en promedio), a la mala calidad de los suelos, generalmente pedregosos, sobre todo, en las parcelas comunales y a las pocas superficies de riego disponibles. 
Además, se cultivan aunque en pequeña escala el frijol y el trigo, este último con fines comerciales por parte de quienes tienen tierras excedentes. El guaje, árbol leguminoso, es abundante y sus semillas crudas o cocidas sirven como alimento complementario, lo mismo que la tuna y diversos vegetales. 
La ganadería es prácticamente inexistente. Solo se tienen algunos pequeños hatos de cabras, unos cuantos cerdos, pavos y gallinas, los cuales se venden en caso de algún apuro económico. 
Una importante fuente de ingresos la constituye el tejido de palma, aun cuando no en forma de sombreros sino de petates, los cuales fabrican las mujeres y son adquiridos por los acaparadores locales a un precio muy inferior al comercial o bien se truecan por maíz u otros artículos indispensables. 
Los hombres, cuando las actividades agrícolas lo permiten o cuando no tienen tierra, se alquilan como peones en sus propias localidades con las personas que tienen propiedades mayores o buscan trabajo temporal en las plantaciones cercanas o en la Ciudad de México. Pocas veces emigran a lugares muy distantes o se alejan definitivamente de sus comunidades de origen. Otros, complementan su economía actuando como músicos existiendo numerosas bandas que tienen cierto prestigio como las de San Felipe Otlaltepec que son contratadas para tocar en pueblos vecinos y en los estados de Tlaxcala y Oaxaca.

### Artesanías
De acuerdo con fuentes históricas, la producción artesanal de la región popoloca era durante la época prehispánica y la Conquista, muy variada y de gran calidad artística, estando a cargo de especialistas. Se producían huipiles y mantas de algodón, tocados de pluma, cerámica roja y negra sin vidriado, trabajos en madera y artículos de palma y otate. 
La casi totalidad de estas artesanías ha desaparecido y las que se conservan han perdido su calidad artística. La cerámica se practica únicamente en el área de Oteapan y Los Reyes Metzontla, elaborándose loza bruñida como vasijas, cómales moldeados a mano y en el último de los lugares mencionados, cántaros decorados con chorreado de niscómitl. En otros sitios se fabrican objetos de bejuco y en la zona popoloca de Tepexi de Rodríguez petates sencillos de color natural, haciéndose también aunque en muy pequeña cantidad con fibras de palma teñidas en rojo, verde y lila con productos químicos. En antaño los petates tenían complicados motivos zoomorfos o figuras geométricas. En San Gabriel Chilac aún pueden encontrarse vestidos y camisas extraordinariamente bordadas con chaquira y que incluso se usan en fiestas como la de Atlixcayotl.

### Organización Social
En algunos lugares de población concentrada, como San Felipe Otlaltepec, el pueblo se divide en barrios o secciones y éstos, a su vez en sectores. Aun cuando hay movilidad de un barrio a otro es importante la adscripción por nacimiento. Así muchas veces una persona que circunstancialmente viven en una sección, participa en las faenas de aquella en la cual nació. En algunos casos la delimitación puede tener un carácter étnico o agrario. 
Los barrios tienen generalmente su propio santo o patrón y su banda de música, la cual toca gratuitamente durante la celebración correspondiente. Cada barrio tiene un inspector o jefe de sección y uno o dos auxiliares, cuya función es organizar las faenas para las obras de beneficio colectivo, servicio que no es remunerado. 
Parece ser que hasta hace poco tiempo la unidad social básica la constituía la familia extensa. Sin embargo, aun cuando esta unidad persiste todavía, la emigración y la individualización de las relaciones económicas tienden a favorecer el predominio de la familia nuclear, constituida por los padres y los hijos. 
El compadrazgo o parentesco ritual establece estrechos vínculos sociales y económicos entre los contrayentes. Las relaciones entre los compadres son tanto o más fuertes que las que se establece entre el padrino y el ahijado. En todos los aspectos del ciclo de vida: el nacimiento, bautizo, primera comunión, confirmación, matrimonio y muerte, interviene el compadrazgo. 
El matrimonio se realiza normalmente a temprana edad. El joven escoge a su futura esposa y lo comunica sus padres, quienes en ciertos lugares, acuden con el “xiticaxanoo” o casamentero, llamado también tetlale, para que, después de varias visitas y regalos a los padres de la novia se concierte el matrimonio. Hoy en día es cada vez más frecuente que el arreglo se lleve a cabo directamente entre los padres de los contrayentes o que el joven solicite la mano de la muchacha a sus progenitores. La fiesta de la celebración es lo más costosa posible, dado que a mayor erogación, mayor es también el estatus social que se adquiere. Los gastos corren a cuenta de los padres del novio, contribuyendo los padrinos y parientes allegados. Después de consumado el matrimonio, usualmente la pareja se instala por un tiempo en la casa de los padres del esposo, hasta estar en condiciones de tener vivienda propia pero, según sus condiciones económicas, puede permanecer con los padres de la novia.

### Organización Política
Los municipios en que habita la población popoloca se rigen por reglamentos políticos estatales, estando los cargos inherentes en manos de los mestizos. En cada pueblo indígena se nombra, de acuerdo a dichas normas, una junta auxiliar compuesta por diez miembros, cinco propietarios y cinco suplentes, todos los cuales desempeñan una función gratuitamente y son elegidos democráticamente por un periodo normal de tres años. Es frecuente que estos cargos recaigan en las personas que han desempeñado un puesto de inspector de un barrio determinado, siendo designados en forma rotativa. 
La junta auxiliar encabezada por un presidente, atiende todos los asuntos del pueblo, quedando los relativos a la tenencia de la tierra a cargo del representante de bienes comunales o del comisariado ejidal, en su defecto.En general la organización se basa en la agricultura.

### Organización Religiosa
Cada pueblo popoloca tiene uno o dos santos patrones y cada barrio o sección, así como cada banda, tiene el suyo propio. La celebración de cada santo queda a cargo de un mayordomo, por lo que hay un gran número de ellos. 
En las festividades más importantes, el mayordomo se elige entre los miembros de un determinado barrio, pasando el cargo posteriormente a los de otros barrios que comprende el pueblo. Es auxiliado en sus tareas y en los gastos pertinentes por un representante de cada sección. 
El mayordomo y los representantes son designados por los funcionarios salientes. Las designaciones toman en cuenta el haber desempeñado alguno de los cargos religiosos inferiores y, en ocasiones, algunos de carácter político. Los gastos correspondientes a la celebración son muy altos para el nivel económico del popoloca, pero confieren a quien lo ejerce un alto estatus social, por lo que rara vez es rechazado el puesto. 
Otros cargos religiosos son el de sacristán, quien cuida la iglesia y es reemplazado cada año por un miembro de otra sección y los de fiscales que proceden de los diferentes barrios, cuidan el aseo de la iglesia y tocan las campanas. 
El culto a las deidades tradicionales ha desaparecido totalmente, reemplazado por un catolicismo que podría estimarse como medieval, sobre todo, en lo que concierne al tratamiento de las enfermedades, para lo cual se solicita al curandero. Las enfermedades más comunes a juicio de los indígenas son el “mal aire”, “el espanto” y “la pérdida del alma”.

### Festividades
Las festividades que tiene lugar en las comunidades popolocas son numerosas en virtud de la gran cantidad de santos, objeto de veneración, ya que como se ha dicho: pueblos, barrios y bandas, tienen cada uno su propio santo tutelar. 
Las más importantes en el área, son el carnaval, la Semana Santa, todos santos, las posadas y la Navidad. Su celebración carece de elementos netamente indígenas, efectuándose generalmente procesiones, quema de fuegos artificiales, bailes, corridas de toros, audiciones por las bandas locales y de lugares vecinos, entre otras peculiaridades.

### Relaciones interétnicas
Los popolocas de la primera zona que comprende los municipios de Tlacotepec de Benito Juárez y Tepanco de López, se encuentra enclavada en un área predominantemente mestiza, los de la segunda zona (San Gabriel Chilac y Zapotitlán Salinas), conviven tanto con nahuas como mestizos y los de la tercera zona (Tepexi de Rodríguez, Santa Inés Ahuatempan y San Vicente Coyotepec), con mixtecos y mestizos. 
Las relaciones tanto con los nahuas como con los mixtecos son cordiales sin que se presenten problemas mayores de fricción a causa de la tenencia de la tierra o algún otro motivo. Cada grupo étnico, sin embargo, mantiene cierto aislamiento con respecto a los otros y una endogamia grupal. 
Con la población mestiza, a pesar de que ésta asume una actitud de superioridad y discrimina al popoloca y se aprovecha de su ignorancia del sistema comercial, también mantiene buenas relaciones. Ni en la época colonial ni en la independiente se han presentado conflictos graves o rebeliones, como ha ocurrido en la mayor parte de las regiones indígenas y las costumbres.